# Vassbosjön
Vassbosjön är en sjö i Uddevalla kommun i Bohuslän och ingår i Göta älv-Bäveåns kustområde. Sjön är 6 meter djup, har en yta på 0,225 kvadratkilometer och befinner sig 43,1 meter över havet. Sjön avvattnas av vattendraget Aröd å.

## Delavrinningsområde
Vassbosjön ingår i det delavrinningsområde (646459-127294) som SMHI kallar för Vid mätstation Arödån. Medelhöjden är 101 meter över havet och ytan är 22,88 kvadratkilometer. Det finns inga avrinningsområden uppströms utan avrinningsområdet är högsta punkten. Avrinningsområdets utflöde Aröd å mynnar i havet. Avrinningsområdet består mestadels av skog (79 %). Avrinningsområdet har 1,15 kvadratkilometer vattenytor vilket ger det en sjöprocent på 5 %.